# Robert N. Fried
Robert Nathan „Rob“ Fried (* 16. Januar 1963) ist ein US-amerikanischer Filmproduzent, Drehbuchautor und Medienunternehmer, der 1992 mit einem Oscar ausgezeichnet wurde.

## Biografie
Fried hat einen Bachelor of Science der Cornell University und einen Master of Business Administration der Columbia University Graduate School of Business. Im Zeitraum 1983 bis 1990 bekleidete er verschiedene Führungspositionen. So war er Präsident und CEO von Savoy Pictures sowie Vizepräsident der Produktionsabteilung bei Columbia Pictures. Bei 20th Century Fox war er zudem Direktor der Abteilung Business Development. 2018 wurde er CEO von ChromaDex. Fried Films und Spirtclips, LLC, eine Abt. von Hallmark Cards, zu der auch Hallmark eCards und Feeln gehören, gründete Fried Mitte des Jahres 1990; zudem gründete er Fried WhatsHotNow, ein E-Commerce-Unternehmen, das Erinnerungsstücke aus der Unterhaltungsbranche vermarktet.
1992 konnte Fried gemeinsam mit Seth Winston einen Oscar für und mit dem Kurzfilm Session Man in Empfang nehmen. Ein alternder Gitarrist wird gerufen, um bei einer bekannten Rockband auszuhelfen. Kurz macht er sich Hoffnungen, den Part von der Band angeboten zu bekommen. Doch als deren ursprüngliches Mitglied zurückkehrt, zerbröselt sein Lebenstraum.
Für seinen Film Rudy, deutscher Titel Touchdown – Sein Ziel ist der Sieg (1993), wurde Fried mit einem Christopher Award ausgezeichnet. Titelheld Rudy, dem stets gesagt wurde, dass er zu klein sei, um College-Football zu spielen, will seinen Traum allen Widrigkeiten zum Trotz nicht aufgeben und ist fest entschlossen eines Tages für Notre Dame aufzulaufen. Im selben Jahr produzierte Fried noch die Horror-Parodie Liebling, hältst Du mal die Axt? mit Mike Myers in einer Doppelrolle. An dem unter der Regie von Roland Emmerich entstandenen Science-Fiction-Horror-Thriller Godzilla von 1998 mit Matthew Broderick, Jean Reno und Maria Pitillo wirkte Fried ebenfalls mit. Der schwarzhumorige Actionthriller Der blutige Pfad Gottes von 1999, an dem Fried als Produzent mitwirkte, entwickelte sich trotz anfangs schlechter Kritiken zu einer Art Kultfilm, der dann 2009 eine Fortsetzung mit Der blutige Pfad Gottes 2 nach sich zog. Danach produzierte Fried, wie auch schon in den Jahren zuvor, eine große Anzahl von Kurzfilmen.
Für den Thriller Collateral, einen weiteren erfolgreichen Film, der 2005 mit einem ASCAP-Preis ausgezeichnet wurde, sowie für einen Oscar und weitere Filmpreise nominiert war, trat Fried als Ausführender Produzent auf. Im Film prallen der von Jamie Foxx gespielte Taxifahrer Max, der viele Träume hat, und der eiskalt berechnende Auftragskiller Vincent, verkörpert von Tom Cruise, aufeinander.
Fried ist seit 1994 mit Nancy Travis verheiratet. Das Paar hat zwei Kinder.

## Filmografie (Auswahl)
– Produzent (wenn nicht andes angegeben) –
- 1991: Without a Pass
- 1992: Session Man
- 1993: Touchdown – Sein Ziel ist der Sieg (Rudy)
- 1993: Liebling, hältst Du mal die Axt? (So I Married an Axe Murderer)
- 1994: Nur für Dich (Only You)
- 1998: Godzilla
- 1998: Black Cat Run – Tödliche Hetzjagd (Black Cat Run)
- 1998: Winchell
- 1999: Die Frau meines Lehrers (My Teacher’s Wife)
- 1999: Der blutige Pfad Gottes (The Boondock Saints)
- 2001: Die 10 Regeln der Liebe (Two Can Play That Game)
- 2004: Collateral
- 2005: Cool & Fool – Mein Partner mit der großen Schnauze (The Man)
- 2006: Man of the Year
- 2007: Sally (Kurzfilm; auch Drehbuch)
- 2007: Weapons
- 2008: The Fork (Kurzfilm; auch Drehbuch + Regie)
- 2009: Der blutige Pfad Gottes 2 (The Boondock Saints II: All Saints Day)
- 2012–2014: InspireWire (Fernsehserie, 19 Folgen)
- 2013: The Legend of Oscar (Kurzfilm)
- 2015: Breaking Bread with Brooke Burke (Fernsehserie, 6 Folgen)
- 2016: The Eleventh (Fernsehserie, 5 Folgen)
- 2016: Wonder Women (Fernsehserie, 6 Folgen)
- 2017 August Creek (Fernsehfilm)

## Auszeichnungen
- Oscarverleihung 1992: Ausgezeichnet mit dem Oscar gemeinsam mit Seth Winston für und mit ihrem Film Session Man in der Kategorie „Bester Kurzfilm“
- Christopher Awards 1992: Ausgezeichnet mit dem Christopher Award für und mit dem Film Touchdown – Sein Ziel ist der Sieg
- CableACE Awards 1993: Nominiert für den CableACE für und mit Without a Pass in der Kategorie „Showtime 30-Minuten-Film“
- CableACE Awards 1994: Nominiert für den CableACE für und mit den Serien Evening Class, Traveler’s Rest und The Witness in der Kategorie „Showtime 30-Minuten-Film“
- Daytime Emmy Awards 2017: Ausgezeichnet mit dem Daytime Emmy für und mit Wonder Women in der Kategorie „Ausgezeichnetes Reise- und Abenteuerprogramm“